# Нойеркирх
Нойеркирх (нем. Neuerkirch) — община в Германии, в земле Рейнланд-Пфальц. 
Входит в состав района Рейн-Хунсрюк. Подчиняется управлению Зиммерн.  Население составляет 275 человек (на 31 декабря 2010 года). Занимает площадь 5,28 км².

## Фотографии

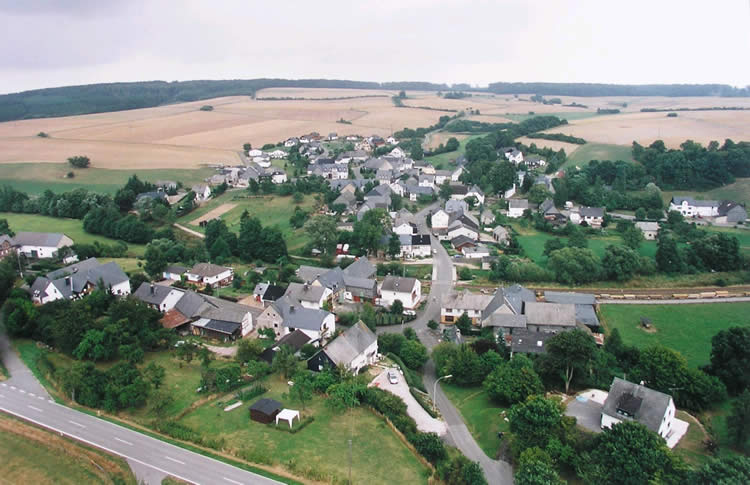
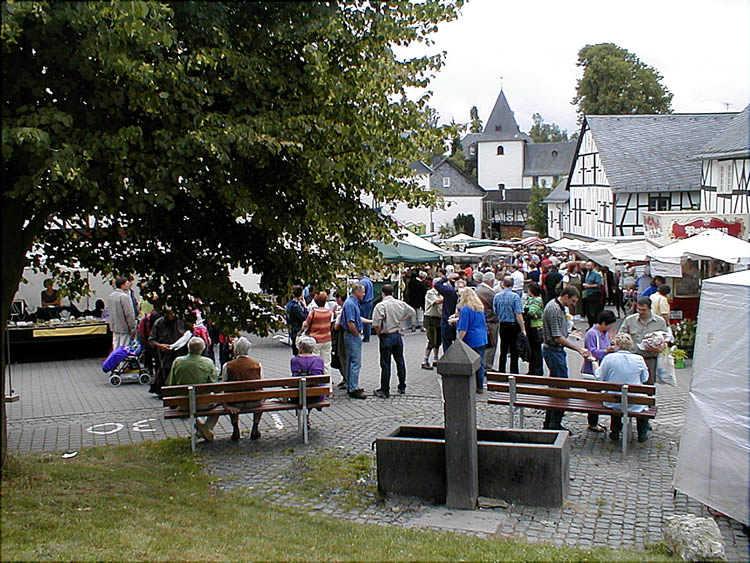
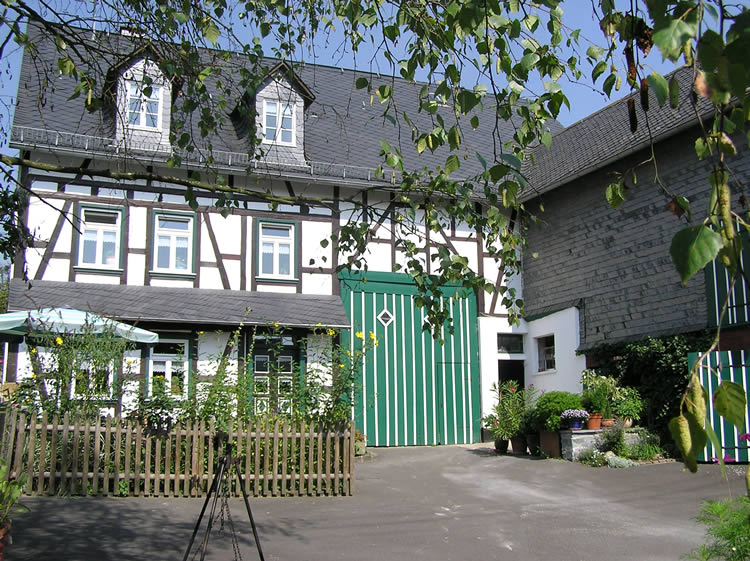
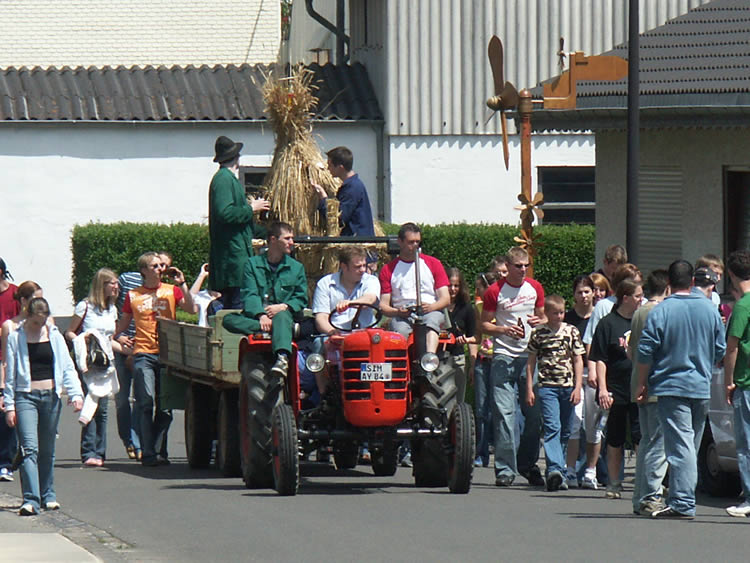
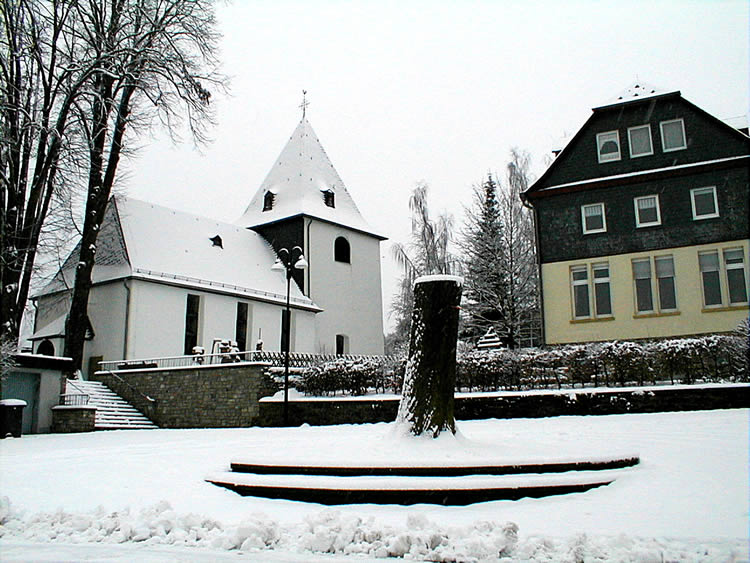
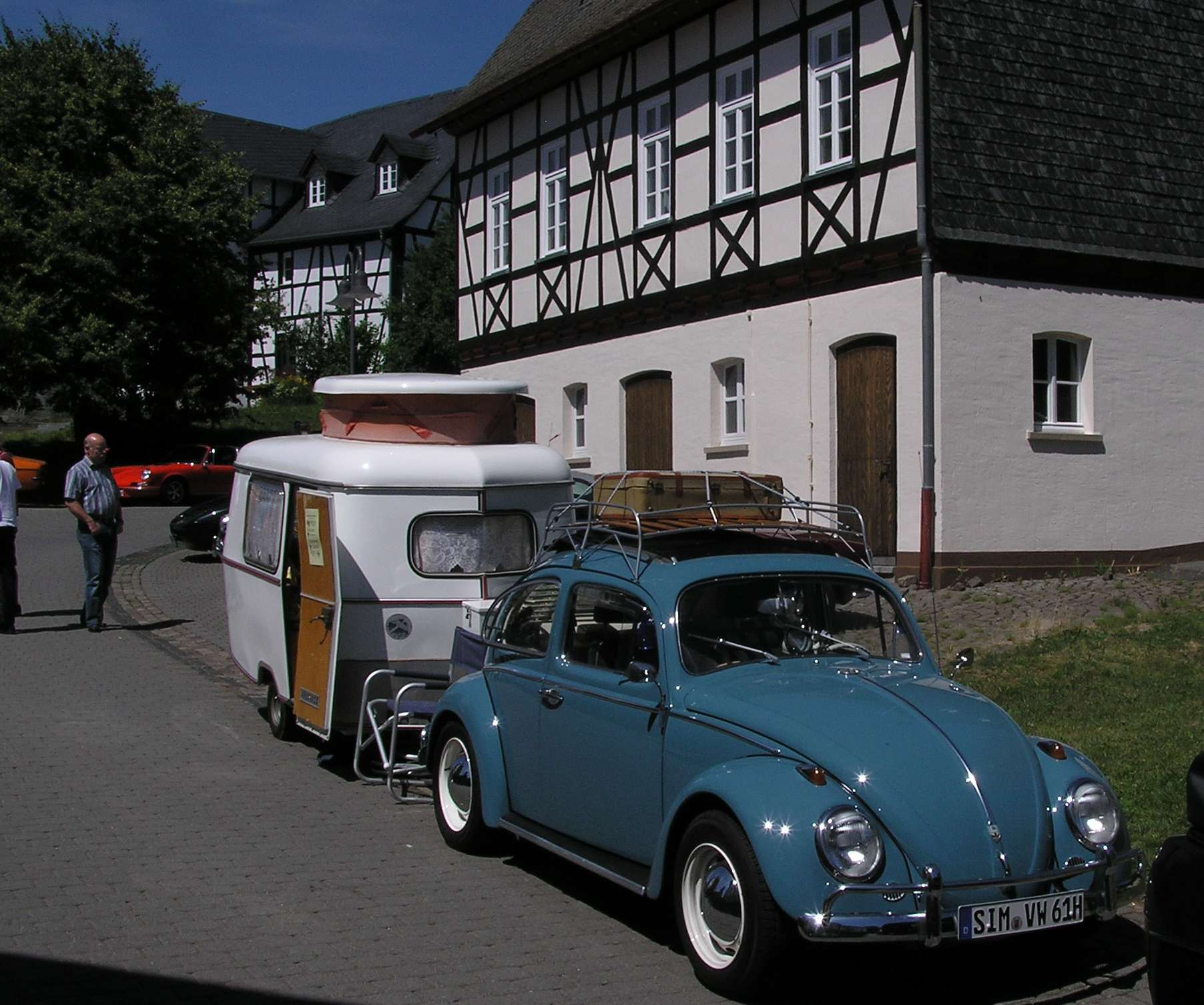
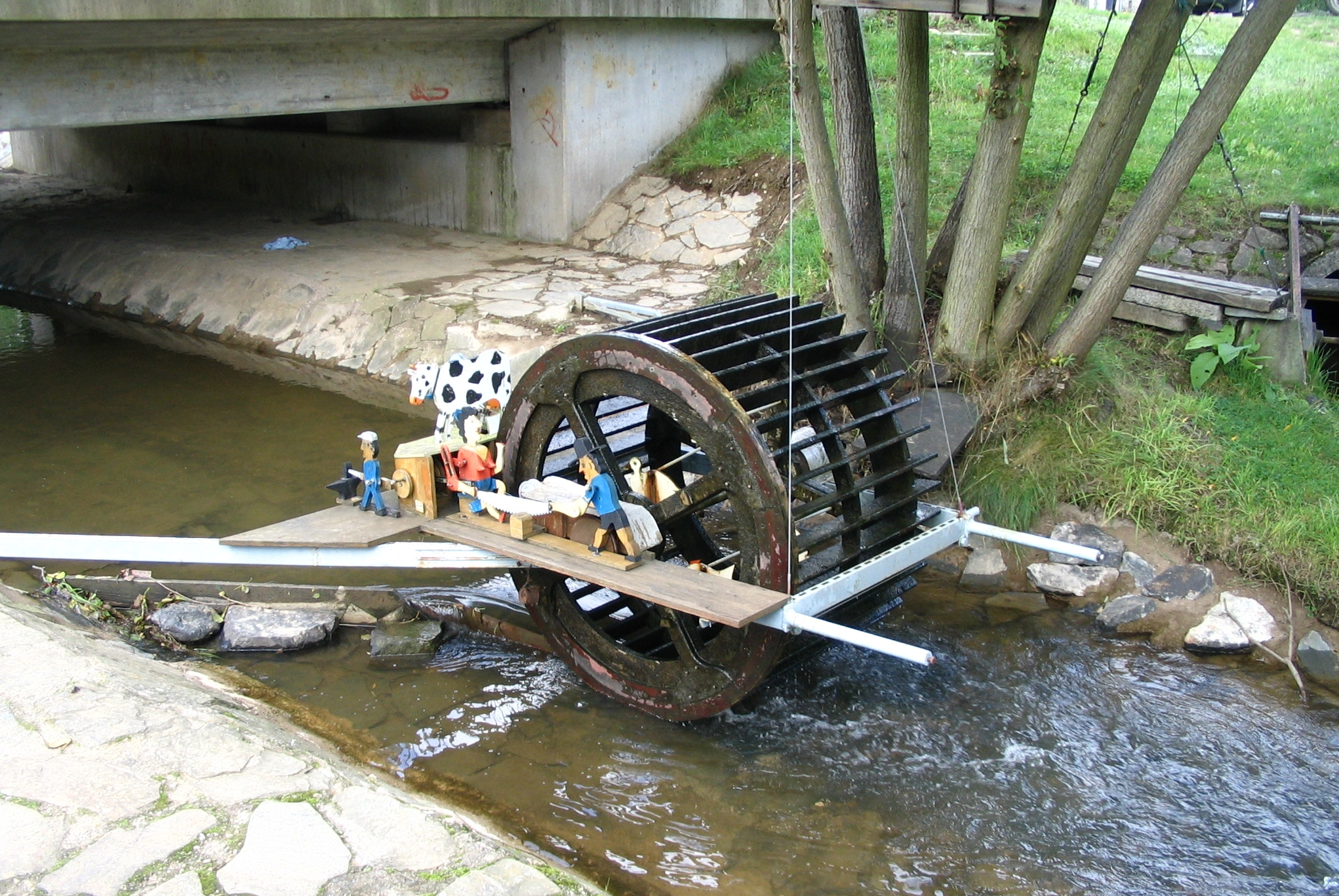
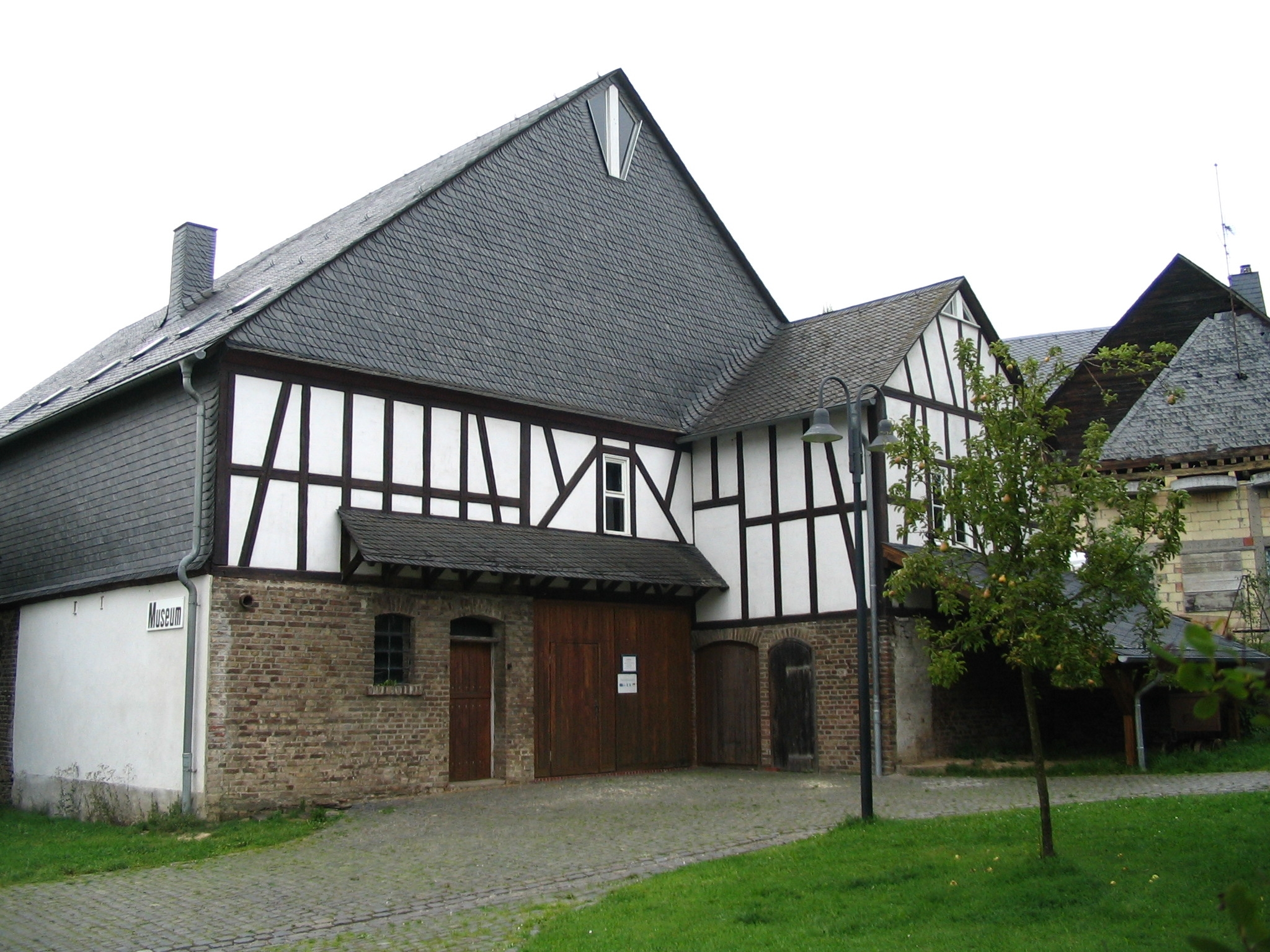
Музей
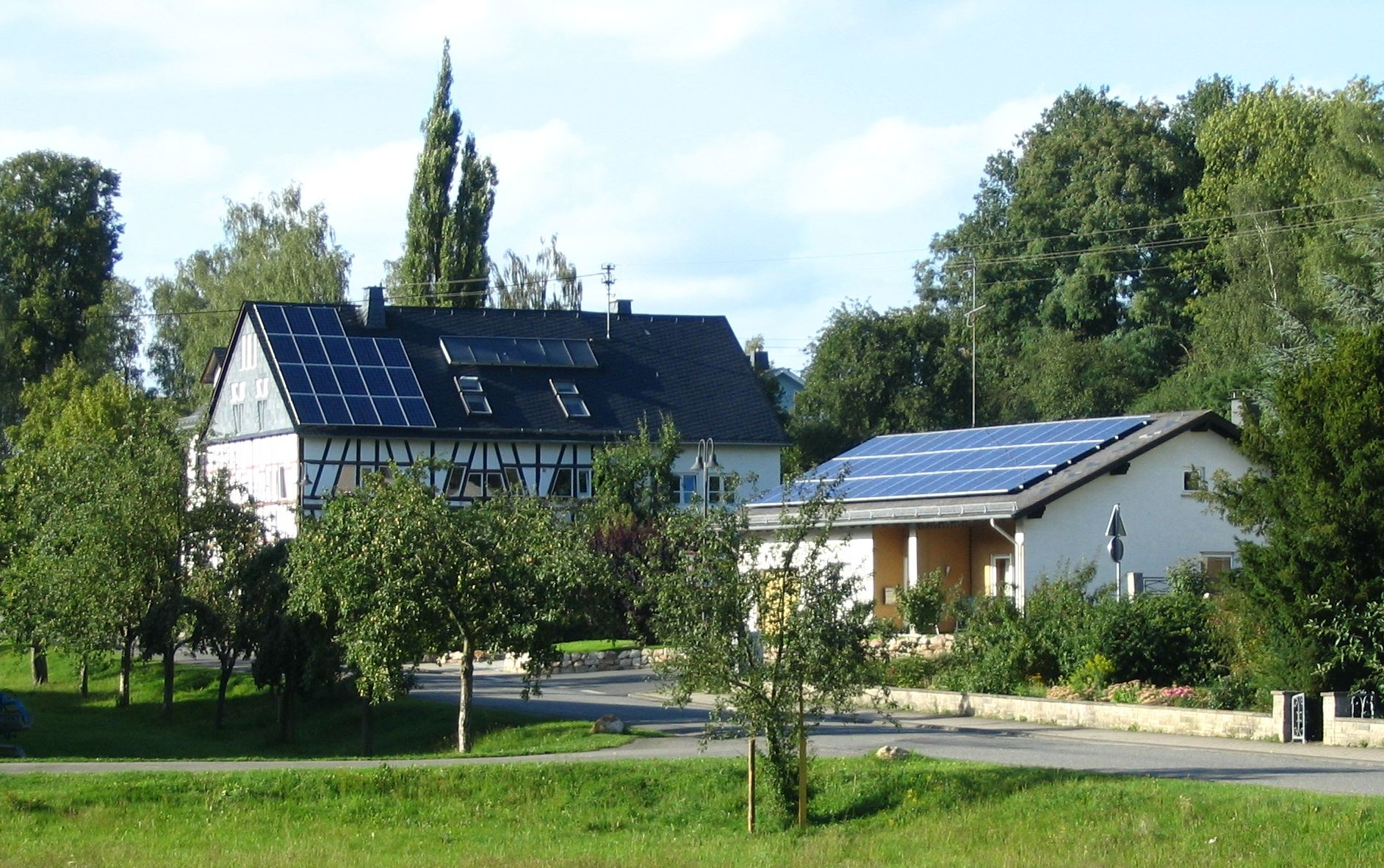